# Bissara
La bissara (en amazighe : ⴱⵉⵚⴰⵕⴰ, en arabe : بصارة) est un plat à base de fèves ou de pois secs, appartenant à la cuisine marocaine.

## Ingrédients
La bissara se compose de fèves sèches ou de pois cultivés. Elle est accompagnée d’huile d’olive, de paprika, d’ail et d’oignon, ainsi que de sel, de poivre, de gingembre et de cuminInterprétation abusive ?,.
Au Maroc, et selon les régions, la bissara est préparée à base de fèves sèches seules ou avec des pois cassés. Elle est servie avec du cumin, du paprika et un filet d'huile d'olive.

## Texture
La texture de la bissara est proche de celle de la purée de pommes de terre et du velouté de légumes ; elle est à rapprocher de la purée verte ou purée Saint-Germain. Servie chaude en plat principal, elle s’accompagne de thé à la menthe[réf. nécessaire].

## Légende
La légende veut que le célèbre Abdelkrim el Khattabi et ses soldats en mangeaient avant chaque grande bataille et ce plat chaud et vitaminé leur assurait courage et vaillance au combat. Les anciens Rifains récoltaient l’eau de pluie pour la préparation de la thamarakt.[réf. nécessaire].
Quant à son origine, la bissara la trouverait dans l’Égypte antique, il y a environ 4 000 ans. Les anciens Égyptiens la connaissaient sous le nom de fouleya, une préparation à base de fèves ou de pois frais plutôt que secs. Elle était également appelée bisse-oro, signifiant « haricots cuits » en ancien égyptien, une appellation qui a donné naissance au nom actuel.
Le plat aurait ensuite circulé par des migrations ou des échanges culturels dans d’autres régions du Moyen-Orient et d’Afrique du Nord, notamment en Palestine, en Algérie, au Maroc et en Tunisie, avant d'être réadapté avec des recettes locales.